# Bernhard Seebohm
Bernhard Seebohm (15. dubna 1839 Gadebusch – 29. listopadu 1907 Bohosudov) byl německý důlní inženýr, průmyslník a podnikatel působící v oboru těžby hnědého uhlí zejména v severních a severozápadních Čechách. Jako ředitel dlouho úspěšně vedl těžební společnost Britannia A. G., jejíž někdejší revíry v současnosti vlastní především společnost Sokolovská uhelná.

## Život

### Mládí
Narodil se ve městě Gadebusch v Meklenbursku-Předním Pomořansku na území tehdejší Svaté říše římské. Po získání titulu důlního inženýra posléze pracoval v těžebním průmyslu, později též na území Rakouska-Uherska.

### Uhelný průmysl

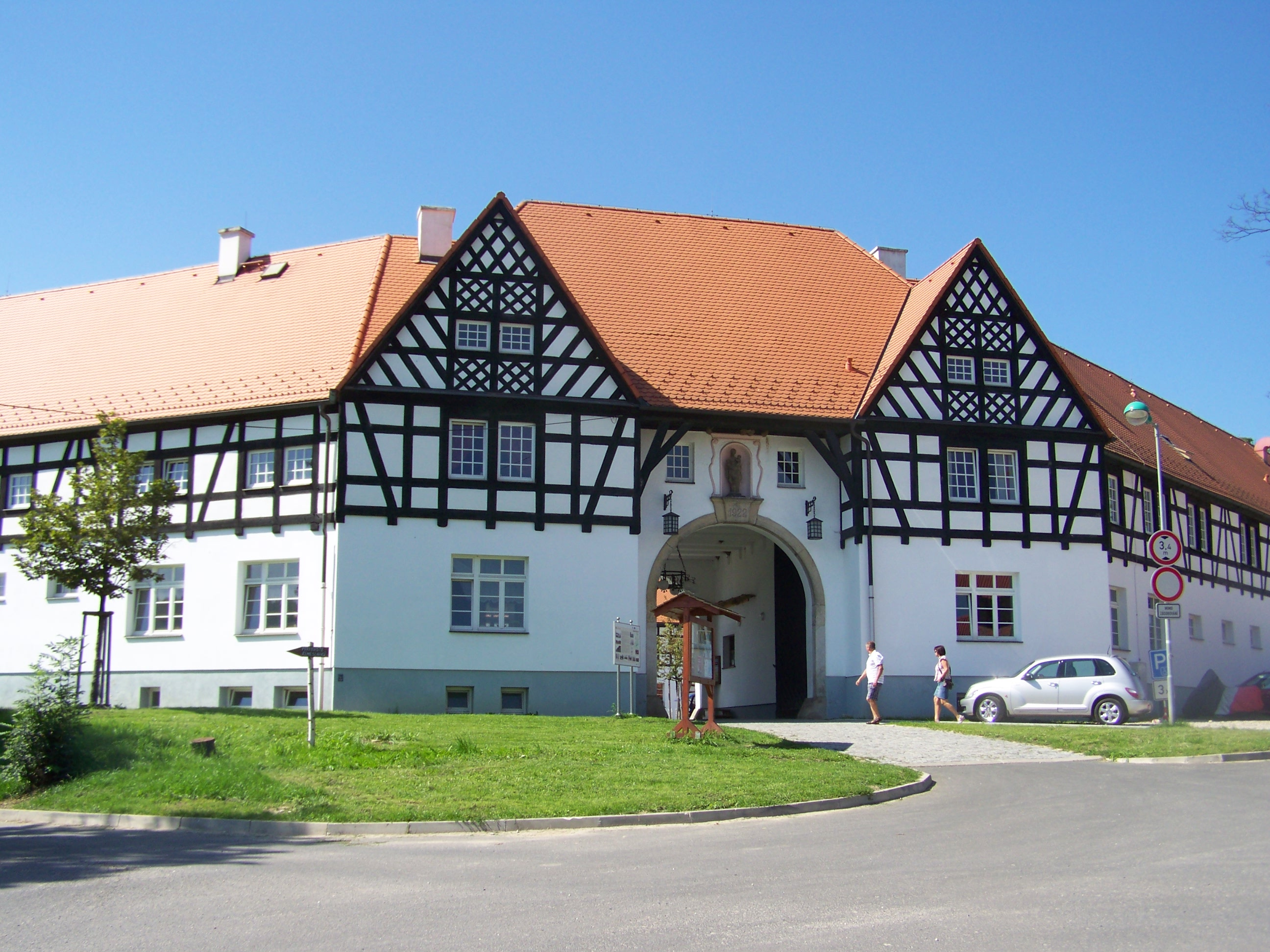
Statek Bernhard nedaleko Královského Poříčí u Sokolova

Pracoval jako pozdější ředitel dolu sv. Richarda v Bohosudově nedaleko Teplic. Od 80. let 19. století hnědouhelných dolech v okolí Falknova a Královského Poříčí vlastněných těžební společností Britannia A. G. v majetku původem britského podnikatele sira George W. Griffitha.
Za jeho řízení se rozšířila činnost firmy o moderní mechanizované vybavení, stroje i nové těžební revíry. Na jeho počest byl důl Meluzína u Královského Poříčí přejmenován na důl Bernhard. Rovněž po jistou dobu působil jako ředitel uhelných dolů sv. Antonína a Anežky ve Svatavě u Sokolova. Roku 1906, kdy ze své funkce odcházel, byli spolu se sirem Griffithem jedinými majiteli těžařství Britannia. To bylo roku 1907 přeměněno na akciovou společnost, v jejím vedení pak zasedli Seenbohmovi synové Bernhard mladší a Kurt.

### Úmrtí
Bernhard Seebohm zemřel 29. listopadu 1907 ve svém sídle v Bohosudově nedaleko dolu sv. Richarda ve věku 68 let. Pohřben byl v rozsáhlé rodinné hrobce nedaleko Teplic.
Jeho syn Kurt si pro svou rodinu si roku 1910 nechal u Královského Poříčí postavit honosnou sídelní Seebohmovu vilu. Jméno Bernhard, dané poříčskému dolu, převzal také statek vybudovaný v Královském Poříčí roku 1922.
Jeho vnuk Hans Christof Seebohm, syn Kurta Seebohma, který vyrostl v Královském Poříčí a později byl s rodinou odsunut z Československa, zastával v letech 1949–1966 funkci ministra dopravy ve Spolkové republice Německo.